# Laminafroneta brevistyla
Laminafroneta brevistyla är en spindelart som först beskrevs av Holm 1968.  Laminafroneta brevistyla ingår i släktet Laminafroneta och familjen täckvävarspindlar. Inga underarter finns listade i Catalogue of Life.